# Elisha Scott
Elisha Scott (24 d'agost de 1893 - 16 de maig de 1959) fou un futbolista nord-irlandès de la dècada de 1920.
Fou internacional amb la selecció d'Irlanda unificada.
 Pel que fa a clubs, defensà els colors de Liverpool FC entre 1912 i 1934 i del Linfield FC.

## Palmarès
Jugador
Liverpool
- English Champions: 2
  - 1921-22, 1922-23

Belfast Celtic
- Irish League
  - 1918-19, 1935-36
- Irish Cup
  - 1917-18
- Gold Cup
  - 1935
- County Antrim Shield
  - 1936

Entrenador
Belfast Celtic
- Irish League
  - 1936, 1937, 1938, 1939, 1940, 1941, 1942, 1944, 1947, 1948: 10
- Irish Cup
  - 1937, 1938, 1941, 1943, 1944, 1947: 6
- Gold Cup
  - 1935, 1939, 1940, 1941, 1944, 1945, 1946, 1947: 8
- County Antrim Shield
  - 1936, 1937, 1939, 1943, 1945 5
- Belfast City Cup
  - 1940, 1948, 1949 3